# Minor White (fotografo)
(Britannica)
Minor Martin White (Minneapolis, 9 luglio 1908 – Boston, 24 giugno 1976) è stato un fotografo e docente statunitense., uno dei più importanti teorici del concetto di "equivalenza" applicato alla fotografia. Come docente ha tenuto lezioni e workshop in diversi istituti fra cui la California School of Fine Arts come assistente di Ansel Adams,  al Rochester Institute of Technology e al Massachusetts Institute of Technology.

## Biografia
(Hans-Michael Koetzle)
L'incontro con una macchina fotografica per Minor è abbastanza precoce, è ad otto anni infatti che possiede la prima fotocamera, ma il suo interesse negli anni successivi sarà per gli studi di botanica all'Università del Minnesota e per la poesia. In quegli anni per guadagnarsi da vivere fa di tutto lavorando come «barista, cameriere, portiere di notte mentre in parallelo è assistente in uno studio fotografico di Portland [nell'] Oregon)»
Dal 1942 al 1945 è nelle Filippine come soldato di fanteria, al suo ritorno negli Stati Uniti per due anni studia storia dell'arte alla Columbia University, quindi nel 1946 inizia la sua collaborazione con al Museum of Modern Art (MoMa) di New York come fotografo. Questo è il tempo in cui viene a contatto con alcuni dei più importanti fotografi del tempo come Beaumont Newhall, Nancy Newhall, Alfred Stieglitz, Harry Callahan e Paul Strand. Nel 1947 è membro della Photo League  una cooperativa di fotografi di New York interessati ad una serie di cause sociali comuni e che contava tra i suoi membri alcuni dei più importanti e noti fotografi americani della metà del XX secolo.
Nel 1952 con Ansel Adams, con i coniugi fotografi Beaumont e Nancy Newhall e Dorothea Lange fonda a San Francisco la rivista Aperture, una rivista di fotografia concepita per comunicare sia con fotografi professionisti che amatoriali e che si prefiggeva di discutere i problemi relativi alla fotografia, condividere le proprie esperienze, e descrivere nuove e potenziali tecniche. Tale proposito era ben sintetizzato dagli stessi editori nel primo numero della rivista: «Noi, che abbiamo fondato questa rivista, invitiamo altri a utilizzare Aperture come terreno comune per il progresso della fotografia.».
Per i successivi sei anni, dal 1953 al 1957 presta la sua esperienza in campo fotografico lavorando alla George Eastman House di Rochester, il più antico museo del mondo dedicato alla fotografia., quindi subito dopo viene chiamato a dirigere un'altra importante rivista di fotografia americana: Image.
Dal 1955 al 1964 insegna fotografia e fotogiornalismo al Rochester Institute of Technology [e] dal 1965 al 1976 anche al MIT di Cambridge.
Muore nel 1976, a 68 anni, a Boston.

## La concezione della fotografia e i suoi lavori
Moltissime sono state le mostre che White ha tenuto e si continuano a tenere dopo la sua morte. La sua indiscussa esperienza nel campo fotografico, dopo la morte, è stata riconosciuta dai critici che lo hanno consacrato come uno dei fotografi più importanti d'America..

I lavori di White sono apparsi sulle riviste di fotografia più importanti degli Stati Uniti: da America Photography a Art in America, da Photo Notes a Image e alla stessa Aperture.
Il suo approccio con la fotografia è stato già dall'inizio, secondo i critici, molto diverso che per i fotografi che lavoravano con lui al WPA (Works Progress Administration). Secondo l'Enciclopedia Britannica infatti: mentre «molti fotografi WPA erano principalmente interessati alla documentazione; White [...] preferiva un approccio più personale, [tanto che] molte delle sue fotografie furono incluse in uno spettacolo al Museum of Modern Art di New York [già] nel 1941», un riconoscimento al suo spirito innovativo fotografico, che White dimostra già nelle suoi prime riprese".
Parte del suo stile fotografico è dovuto all'influenza esercitata dal cerchio di amicizie di fotografi altrettanto innovativi come lo furono Alfred Stieglitz ed Edward Steichen. Da Stieglitz apprende «il potenziale espressivo della sequenza ovvero una serie di fotografie presentate come unità [unico tema]». White presentava queste "unità di sequenze" insieme ad un testo scritto, il suo proposito era quello di creare o suscitare stati d'animo ed emozioni in chi le avrebbe guardate. Anche Stieglitz si rivela un compagno che influenzerà fortemente White, lo fa con il concetto di equivalenza applicata alla fotografia, ovvero dell'immagine fotografica «intesa come metafora visiva» e non per quella che realmente l'immagine stessa rappresentava. White apprende da subito e fa sue le due nuove concezioni fotografiche tanto che sono i critici stessi a decretare «che sia nelle sue fotografie che nella sua scrittura, White è diventato il primo esponente della "sequenza" e dell'"equivalente"».. White unì all'interesse sul modo con il quale le persone percepiscono e comprendono le fotografie alla sua visione personale ispirata da varie teorie filosofiche, spirituali e intellettuali. Realizzò migliaia di fotografie in bianco e nero di paesaggi, persone ed oggetti astratti, create con una tecnica e con una propria sensibilità per il chiaroscuro.

## Equivalenza
(Jonathan Green)
White fortemente influenzato dal concetto di "equivalenza" di Stieglitz, voleva dimostrare con i suoi lavori come la capacità delle immagini fotografiche potessero rappresentare più del soggetto in se stesso. Spiegò questo concetto in questo modo: «Quando una fotografia funziona da Equivalente, essa è al contempo una registrazione di qualcosa davanti alla telecamera ed un simbolo spontaneo.». Nel 1963 nel PSA Journal (Vol. 29, No. 7, pp. 17–21),  con un suo articolo intitolato Equivalenza: la moda che non passa, espose ampiamente il suo concetto sulla "teoria" dell' "equivalenza fotografica", chiarendo che esistevano più "livelli" di equivalenza, ovvero tre, scrisse infatti: « L'Equivalenza è una funzione, un'esperienza; non una cosa. Qualunque fotografia, indipendentemente dalla fonte che l'ha prodotta, può fungere da Equivalente per qualcuno, qualche volta, da qualche parte. Se l'osservatore si rende conto che, per lui, ciò che vede nell'immagine corrisponde a qualcosa all'interno di sé - e cioè che la fotografia riflette qualcosa dentro di sé - allora sta sperimentando un certo grado di Equivalenza. (Questa è perlomeno una piccola parte della nostra attuale definizione). Anche se siamo riluttanti a deludere l'osservatore nel non fornirgli alcune regole o indicazioni che gli consentano di avvistare l'Equivalente a venti metri di distanza, faremmo meglio a rimanere aderenti ai fatti contingenti anziché distorcerli. Quindi, al livello grafico dell'Equivalenza non verrà elencata alcuna specifica. Al livello successivo, il termine «Equivalenza» si riferisce a ciò che accade nella mente dell'osservatore
mentre guarda una fotografia in grado di suscitare in lui un senso di corrispondenza con qualcosa che egli conosce di se stesso. A un terzo livello, la parola «Equivalenza» si riferisce all'esperienza intima che una persona sperimenta quando ricorda l'immagine mentale
nel momento in cui la fotografia in questione non è alla sua vista. L'immagine ricordata è poi riferibile all'Equivalenza solo quando è presente un determinato sentimento di corrispondenza. Noi ricordiamo le immagini che VOGLIAMO ricordare. Le ragioni per le quali vogliamo ricordare un'immagine, variano: perché semplicemente «l'amiamo», o perché l'avversiamo così intensamente da renderla compulsiva, o perché ci ha fatto realizzare qualcosa di noi stessi, o ancora ha portato qualche lieve cambiamento in noi stessi. Forse il lettore potrà ricordare alcune immagini che, una volta viste, hanno fatto sì egli non fosse più lo stesso.»

Che White includesse nell'"equivalenza fotografica" gli intimi e più profondi sentimenti nonché la stessa spiritualità di ogni singolo individuo, lo dimostra la conclusione del suo trattato:

«Con la teoria dell'Equivalenza, a tutti i fotografi è dato uno strumento per utilizzare la fotocamera in relazione a mente, cuore, visceri e spirito degli esseri umani. In fotografia è quindi stata appena avviata una moda che non passerà mai».
In età avanzata White ha ripreso fotografie di rocce, surf, legno e altri oggetti naturali isolati dal loro contesto, raffigurati come forme astratte, col fine che fossero interpretati dallo spettatore come qualcosa che andava oltre al soggetto effettivamente rappresentato. Secondo White, «quando un fotografo si presenta a noi con ciò che gli è equivalente, ci dice in effetti: "Ho avuto una sensazione su qualcosa ed ecco la mia metafora di quella sensazione". Ciò che è veramente accaduto è che esso ha riconosciuto un oggetto o una serie di forme che, una volta fotografate, avrebbero prodotto un'immagine suggestiva col potere di indurre nello spettatore uno specifico sentimento o uno stato d'animo, o di condurlo in un luogo dentro di sé».
Con Minor White, la fotografia ha avuto uno dei suoi "poeti" più rappresentativi:«Una volta liberatosi dalla tirannide delle superfici e delle strutture, della sostanza e della forma, il fotografo potrà raggiungere la verità dei poeti» ed il suo "filosofo" più mistico che ha delineato il "se stesso" nell'esistenza, come docente nelle sue lezioni di fotografia, asseriva infatti: «La vostra essenza è la qualità interiore dell’esistenza, che è stata con voi sin dalla nascita. E’ quello che si conosce come "se stessi"».

## Mostre (selezione)
Innumerevoli le mostre di White in tutto il mondo. Di seguito la selezione delle più importanti basate in parte sull'elenco fatto dall'esperto di fotografia e giornalista Hans-Michael Koetzle nella scheda dedicata al fotografo statunitense in una sua pubblicazione
- 2017, Portland, personale, Architectural Heritage Center, Parting Shots: Minor White’s Images of Portland, 1938-1942, 3 marzo - 23 dicembre 2017.
- 2017, Madrid, personale, Loewe gallery, "Minor White: metaphors"[18].
- 2017, Modena, collettiva, Foro Boario di Modena[19]
- 2016, Foligno, collettiva, Centro Italiano Arte Contemporanea[20]
- 2016, Moresco, Conceptual Photography. Fotografia concettuale e internazionale anni '60/'70
- 2010, Vienna, collettiva, Galerie Johannes Faber
- 2009, Milano, personale, Osart Gallery, "Minor White"[21]
- 2009, Seattle, collettiva,  Gail Gibson Gallery
- 2008, Lugano, collettiva, Museo d'Arte, "Photo20esimo - Maestri della fotografia del XX secolo"[22]
- 2008, New York, personale, Howard Gremberg Gallery,  Minor White
- 2005, New York, collettiva, Alan Klotze Gallery, "A Sense of Abstraction"[23]
- 2004, Parigi, collettiva, Galerie Nicole et Léon Herschtritt
- 2004, Tucson, collettiva, Center for Creative Photography
- 2004, Yokohama, collettiva, Museum of Art, American Photographs from 1900 to 1970
- 2004, Santiago di Compostela, collettiva, Fundaciòn Pedro Barrié de la Maza
- 2001, Modena, personale, Galleria Civica, Minor White
- 2001, Milano, personale, Galleria Gruppo Credito Valtellinese, Minor White
- 2000, Salisburgo, personale, Rupertinum, Minor White
- 1980, Londra, personale, Vision Gallery, Minor White[6]
- 1970, Filadelfia, personale, Museum of Art, "Retrospective"[6]
- 1966, Hillsboro, personale, Lotte Jacobi Gallery, Minor White
- 1965, New York, personale, Gallery 216, Minor White
- 1964, New York, personale, Underground Gallery, Minor White
- 1955, San Francisco, personale, The Pgotographers Gallery, Minor White
- 1954, New York, personale, Limelight Gallery, anche nel 1957 e nel 1959, Minor White
- 1950, New York, personale, Photo League, Minor White
- 1948, San Francisco, personale Museum of Modern Art (San Francisco) anche nel 1950, 1952, 1957, Minor White[6]
- 1942, Portland, personale, Portland Art Museum, Minor White[6]

### Opere e scritti di Minor White
- (IT, EN)  Equivalenza: La moda che non passa, PSA Journal, Vol. 29, n. 7, pp. 17–21, 1963, traduzione in italiano a cura di Nicola Focci, dell'articolo inglese

Equivalence: The Perennial Trend
- (EN)  Mirrors, Messages and Manifestations, Aperture, New York, 1969, ISBN 978-08-938-1102-0